# Exaeretia praeustella
Exaeretia praeustella — вид лускокрилих комах родини плоских молей (Depressariidae).

## Поширення
Вид поширений в у Швеції, Фінляндії, країнах Балтії, Україні, Росії та Монголії.

## Опис
Розмах крил 16-19 мм. Дорослі особини зафіксовані в червні та серпні.